# نيكولاوس جاورجيادس
نيكولاوس جاورجيادس (باليونانية: Νικόλαος Γεωργιάδης)‏ هو لاعب كرة قدم يوناني في مركز الوسط، ولد في 23 مارس 1983 في تورونتو في كندا. لعب مع أريس تسالونيكي وباس جيانينا وليفادياكوس.

## وصلات خارجية
- نيكولاوس جاورجيادس على موقع قاعدة بيانات كرة القدم.إي يو (الإنجليزية)
- نيكولاوس جاورجيادس على موقع Soccerway.com (الإنجليزية)